# België op de Paralympische Zomerspelen 1988
België nam deel aan de Paralympische Zomerspelen 1988 in Seoel, Zuid-Korea. 

## Medailleoverzicht
| Sport        | Olympiër | Discipline                                 | Medaille |
| ------------ | --- | ------------------------------------------ | -------- |
| Atletiek     | Alex Hermans | Kogelstoten C6 (m)                         | Goud     |
| Atletiek     | Benny Govaerts | Cross Country 5000 m C7 (m)                | Goud     |
| Atletiek     | Benny Govaerts | 800 m C7 (m)                               | Goud     |
| Atletiek     | Benny Govaerts | 1500 m C7 (m)                              | Goud     |
| Atletiek     | Marie-Line Pollet | Vijfkamp 4 (v)                             | Goud     |
| Atletiek     | Paul Van Winkel | 400 m 3 (m)                                | Goud     |
| Atletiek     | Paul Van Winkel | 800 m 3 (m)                                | Goud     |
| Atletiek     | Paul Van Winkel | 5000 m 3 (m)                               | Goud     |
| Boogschieten | Alfons Kuys | Enkele FITA Ronde C7,C8 (m)                | Goud     |
| Schietsport  | Sonja Vettenburg | Luchtpistool, staand LSH2 (v)              | Goud     |
| Wielersport  | Geert Couchez | Driewielers 3,000 m C5-6 (m)               | Goud     |
|              | |                                            |          |
| Atletiek     | Ann-Gael de Saint | Discuswerpen C7 (v)                        | Zilver   |
| Atletiek     | Ann-Gael de Saint | Kogelstoten C7 (v)                         | Zilver   |
| Atletiek     | Marie-Line Pollet | Discuswerpen 4 (v)                         | Zilver   |
| Atletiek     | Marie-Line Pollet | 200 m 4 (v)                                | Zilver   |
| Atletiek     | Paul Van Winkel | 200 m 3 (m)                                | Zilver   |
| Atletiek     | Paul Van Winkel | 1500 m 3 (v)                               | Zilver   |
| Atletiek     | Remi van Ophem | Vijfkamp 4 (m)                             | Zilver   |
| Boogschieten | Carmelo Scalisi | Dubbele FITA Ronde open (m)                | Zilver   |
| CP-voetbal   | Nick Rondelez Gerard Himpe Frank Keteleer Marc Lorent Dirk Musschoot Geert Proot John Wyns Mario Debaene Marcel van Meir Hugo van Overmeire | Mannen                                     | Zilver   |
| Schietsport  | Mario Dorigo | Luchtgeweer, 2 posities met hulp 1A-1C (m) | Zilver   |
| Schietsport  | Mario Dorigo | Luchtgeweer, geknield met hulp 1A-1C (m)   | Zilver   |
| Schietsport  | Mario Dorigo | Luchtgeweer, liggend met hulp 1A-1C (m)    | Zilver   |
| Tafeltennis  | Ingrid Borre | Individueel Klasse TT Open (v)             | Zilver   |
| Wielersport  | Geert Couchez | Driewielers 1,500 m C5-6 (m)               | Zilver   |
| Zwemmen      | Carine van Puyvelde | 100 m Schoolslag B2 (v)                    | Zilver   |
| Zwemmen      | Carine van Puyvelde | 200 m Schoolslag B2 (v)                    | Zilver   |
| Zwemmen      | Hans Pauwels | 200 m Vrije slag C8 (m)                    | Zilver   |
|              | |                                            |          |
| Atletiek     | Chris de Craene | 1500 m 4 (v)                               | Brons    |
| Atletiek     | Danny de Meersman | Hoogspringen B3 (m)                        | Brons    |
| Atletiek     | Marie-Line Pollet | 100 m 4 (v)                                | Brons    |
| Atletiek     | Marie-Line Pollet | Kogelstoten 4 (v)                          | Brons    |
| Tafeltennis  | Eric Hollander | Individueel Klasse C5 (m)                  | Brons    |
| Wielersport  | Claude van Coillie | 60 km LC3 (m)                              | Brons    |
| Zwemmen      | Carine van Puyvelde | 50 m Schoolslag B2 (v)                     | Brons    |

## Atletiek
| Plaats                  | Discipline                  | Categorie | Naam              | Afstand | Tijd     | Punten  |
| ----------------------- | --------------------------- | --------- | ----------------- | ------- | -------- | ------- |
| Zilver                  | Vrouwen Discuswerpen        | 4         | Marie-Line Pollet | 17.62   |          |         |
| Zilver                  | Vrouwen Discuswerpen        | C7        | Ann-Gael de Saint | 23.16   |          |         |
| Goud                    | Mannen Cross Country 5000 m | C7        | Benny Govaerts    |         | 20:02.9  |         |
| 7                       | Mannen Hardlopen 100 m      | 3         | Marc de Vos       |         | 17.31    |         |
| Brons                   | Vrouwen Hardlopen 100 m     | 4         | Marie-Line Pollet |         | 20.26    |         |
| 7                       | Mannen Hardlopen 100 m      | C8        | Nick Rondelez     |         | 13.08    |         |
| Zilver                  | Mannen Hardlopen 200 m      | 3         | Paul Van Winkel   |         | 29.38    |         |
| Zilver                  | Vrouwen Hardlopen 200 m     | 4         | Marie-Line Pollet |         | 41.04    |         |
| 3de in de heats         | Vrouwen Hardlopen 200 m     | 4         | Chris de Craene   |         | 44.10    |         |
| 6de in de heats         | Mannen Hardlopen 200 m      | C7        | Giovanni Desmit   |         | 31.36    |         |
| Goud                    | Mannen Hardlopen 400 m      | 3         | Paul Van Winkel   |         | 55.78    |         |
| 5                       | Vrouwen Hardlopen 400 m     | 4         | Chris de Craene   |         | 1:22.60  |         |
| 4de in de halve finales | Mannen Hardlopen 400 m      | 4         | Remi van Ophem    |         | 1:06.65  |         |
| Goud                    | Mannen Hardlopen 800 m      | 3         | Paul Van Winkel   |         | 1:55.61  |         |
| 5                       | Vrouwen Hardlopen 800 m     | 4         | Chris de Craene   |         | 2:51.23  |         |
| Goud                    | Mannen Hardlopen 800 m      | C7        | Benny Govaerts    |         | 2:15.82  |         |
| 7de in de heats         | Mannen Hardlopen 800 m      | C8        | Pieter Deprest    |         | 2:28.85  |         |
| Zilver                  | Mannen Hardlopen 1500 m     | 3         | Paul Van Winkel   |         | 3:49.97  |         |
| Brons                   | Vrouwen Hardlopen 1500 m    | 4         | Chris de Craene   |         | 19:10.08 |         |
| 8ste in de heats        | Mannen Hardlopen 1500 m     | 4         | Remi van Ophem    |         | 4:23.77  |         |
| Goud                    | Mannen Hardlopen 1500 m     | C7        | Benny Govaerts    |         | 4:35.86  |         |
| Goud                    | Mannen Hardlopen 5000 m     | 3         | Paul Van Winkel   |         | 14:16.38 |         |
| 5                       | Vrouwen Hardlopen 5000 m    | 4         | Chris de Craene   |         | 2:51.23  |         |
| Brons                   | Mannen Hoogspringen         | B3        | Danny de Meersman | 1.78    |          |         |
| 5                       | Mannen Hoogspringen         | B3        | Rudy de Meersman  | 1.69    |          |         |
| Brons                   | Vrouwen Kogelstoten         | 4         | Marie-Line Pollet | 5.84    |          |         |
| Goud                    | Mannen Kogelstoten          | C6        | Alex Hermans      | 13.56   |          |         |
| Zilver                  | Vrouwen Kogelstoten         | C7        | Ann-Gael de Saint | 7.90    |          |         |
| 4                       | Mannen Speerwerpen          | 2         | Jacky Pirson      | 19.42   |          |         |
| 4                       | Vrouwen Speerwerpen         | C7        | Ann-Gael de Saint | 18.74   |          |         |
| 5                       | Mannen Verspringen          | C7        | Giovanni Desmit   | 4.05    |          |         |
| 6                       | Mannen Verspringen          | C8        | Nick Rondelez     | 4.64    |          |         |
| Goud                    | Vrouwen Vijfkamp            | 4         | Marie-Line Pollet |         |          | 3583.46 |
| Zilver                  | Mannen Vijfkamp             | 4         | Remi van Ophem    |         |          | 4110.80 |
| 6                       | Mannen Vijfkamp             | B3        | Rudy de Meersman  |         |          | 2104    |

## Bankdrukken
| Plaats | Categorie | Naam           | Gewicht |
| ------ | --------- | -------------- | ------- |
| 6      | tot 85 kg | Ugo Verstraete | 90 kg   |
| 4      | tot 75 kg | Herbert Diman  | 150 kg  |

## Boogschieten
| Plaats | Categorie                       | Naam              | Punten |
| ------ | ------------------------------- | ----------------- | ------ |
| 6      | Mannen Dubbele FITA Ronde 2-6   | Guy Grun          | 2356   |
| 14     | Mannen Dubbele FITA Ronde 2-6   | Filip Bardoel     | 2280   |
| Zilver | Mannen Dubbele FITA Ronde open  | Carmelo Scalisi   | 2367   |
| 4      | Vrouwen Dubbele FITA Ronde open | Martine Lacomblez | 2139   |
| 26     | Mannen Dubbele FITA Ronde open  | Pierre Delaunois  | 2171   |
| Goud   | Mannen Enkele FITA Ronde C7,C8  | Alfons Kuys       | 1138   |

## CP-voetbal
| Olympiër | Discipline | Resultaat | Prestatie |
| --- | ---------- | --------- | --------- |
| Nick Rondelez Gerard Himpe Frank Keteleer Marc Lorent Dirk Musschoot Geert Proot John Wyns Mario de Baene Marcel van Meir Hugo van Overmeire | Mannen     | Zilver    |           |

## Schietsport
| Plaats | Onderdeel                      | Categorie      | Naam             | Punten |
| ------ | ------------------------------ | -------------- | ---------------- | ------ |
| Goud   | Vrouwen Luchtpistool, staand   | LSH2           | Sonja Vettenburg | 374    |
| 6      | Vrouwen Luchtpistool, staand   | LSH2           | Cydie Dierckens  | 334    |
| Zilver | Mannen Luchtgeweer, 2 posities | met hulp 1A-1C | Mario Dorigo     | 792    |
| Zilver | Mannen Luchtgeweer, geknield   | met hulp 1A-1C | Mario Dorigo     | 394    |
| Zilver | Mannen Luchtgeweer, liggend    | met hulp 1A-1C | Mario Dorigo     | 398    |

## Tafeltennis
| Plaats               | Categorie                          | Naam                 |
| -------------------- | ---------------------------------- | -------------------- |
| 3de in de groepsfase | ndividueel Klasse 1B               | Alain Ledoux         |
| kwartfinales         | Mannen Individueel Klasse 1C       | Giovanni Bruttomesso |
| 2de in de groepsfase | Mannen Individueel Klasse 3        | Raphael Fernandez    |
| Brons                | Mannen Individueel Klasse C5       | Eric Hollander       |
| halvefinales         | Mannen Individueel Klasse C6       | Roby Cusseneers      |
| Zilver               | Vrouwen Individueel Klasse TT Open | Ingrid Borre         |

## Wielersport
| Plaats | Evenement                  | Klasse | Naam               | Tijd       |
| ------ | -------------------------- | ------ | ------------------ | ---------- |
| 6      | Mannen Tweewielers 1,500 m | C5-6   | Guy Culot          | 2:38.035   |
| 4      | Mannen Tweewielers 3,000 m | C5-6   | Guy Culot          | 5:17.014   |
| Zilver | Mannen Driewielers 1,500 m | C5-6   | Geert Couchez      | 2:59.099   |
| Goud   | Mannen Driewielers 3,000 m | C5-6   | Geert Couchez      | 5:58.033   |
| Brons  | Mannen 60 km               | LC3    | Claude van Coillie | 1:40:31.69 |

## Zwemmen
| Plaats | Afstand                  | Categorie | Naam                | Tijd/Punten |
| ------ | ------------------------ | --------- | ------------------- | ----------- |
| Brons  | Vrouwen 50 m Schoolslag  | B2        | Carine van Puyvelde | 44.39       |
| Zilver | Vrouwen 100 m Schoolslag | B2        | Carine van Puyvelde | 1:34.14     |
| Goud   | Mannen 100 m Rugslag     | C8        | Hans Pauwels        | 1:24.78     |
| Zilver | Vrouwen 200 m Schoolslag | B2        | Carine van Puyvelde | 3:23.75     |
| Goud   | Mannen 200 m Vrije Slag  | C8        | Hans Pauwels        | 2:26.58     |
| Goud   | Mannen 200 m Wisselslag  | C8        | Hans Pauwels        | 2:50.06     |
| Goud   | Mannen 400 m Vrije slag  | C8        | Hans Pauwels        | 5:08.40     |
| Zilver | Mannen 200 m Vrije slag  | C8        | Hans Pauwels        | 1:06.78     |

Argentinië · 
Australië · 
Bahama's · 
Bahrain · 
België · 
Bondsrepubliek Duitsland · 
Brazilië · 
Bulgarije · 
Canada · 
China · 
Colombia · 
Cyprus · 
Denemarken · 
Egypte · 
Faeröer · 
Filipijnen · 
Finland · 
Frankrijk · 
Griekenland · 
Groot-Brittannië · 
Guatemala · 
Hong Kong · 
Hongarije · 
IJsland · 
Ierland · 
India · 
Indonesië · 
Iran · 
Israel · 
Italië · 
Jamaica · 
Japan · 
Joegoslavië · 
Jordanië · 
Kenia · 
Koeweit · 
Korea · 
Liechtenstein · 
Macau · 
Maleisië · 
Marokko · 
Mexico · 
Nederland · 
Nieuw-Zeeland · 
Noorwegen · 
Oman · 
Oostenrijk · 
Polen · 
Portugal · 
Puerto Rico · 
Singapore · 
Sovjet-Unie · 
Spanje · 
Thailand · 
Trinidad en Tobago · 
Tsjecho-Slowakije · 
Tunesië · 
Verenigde Staten · 
Zweden · 
Zwitserland